# Kalenderovci Donji
Kalenderovci Donji (en serbe cyrillique : Календеровци Доњи) est un village de Bosnie-Herzégovine. Il est situé dans la municipalité de Derventa et dans la république serbe de Bosnie. Selon les premiers résultats du recensement bosnien de 2013, il compte 226 habitants.

## Démographie

### Répartition de la population par nationalités (1991)
En 1991, le village comptait 324 habitants, répartis de la manière suivante, :

### Communauté locale
En 1991, Kalenderovci Donji faisait partie de la communauté locale de Kalenderovci qui comptait 4 351 habitants, répartis de la manière suivante :